# Elise Hellberg
Elise Hellberg   (Vaasa, 1861 - Ekenäs, 1927) va ser cantant d'òpera finlandesa i professora de cant. Pel que fa a la tesitura, era soprano.
Hellberg va néixer a Vaasa de la família del taxista urbà Evert Hellberg i Elisabeth Jung. Va assistir a una escola de noies sueca i després es va dedicar a cantar i tocar i fer estudis a Itàlia i França. Els seus professors són, per exemple, Jean Massenet, director del Conservatori de París, i Francesco Lamperti, famós professor de cant milanès.
La carrera de cantant d'Hellberg va tenir èxit i va incloure fitxers adjunts a diverses òperes italianes. Els anys més significatius de la seva carrera van ser el 1880-1882, on va passar a Grècia treballant com a cantant d'òpera de la cort a l'Òpera d'Atenes. De fet, era coneguda amb el sobrenom de "Athens Nightingale". Hellberg també oferirà concerts a Finlàndia. Les actuacions del cantant van rebre una càlida acollida per part del públic allà on actués.
L'activa carrera del cantant com a artista es va interrompre quan es va casar amb el doctor Frithiof Liljeblad i la família es va traslladar a Pori. La família va donar a llum una filla, Ingeborg, que va rebre instruccions de cant de la seva mare i es va formar com a cantant d'òpera com la seva mare. Més tard, Elise Hellberg es va tornar a casar amb Johannes Dengs, un dentista. La parella es va establir a Hèlsinki, on Hellberg va treballar com a professor de cant durant un parell de dècades.
Hellberg va viure els seus darrers anys a Ekenäs, on també va ser enterrada.